# Claassenia caudata
Claassenia caudata és una espècie d'insecte plecòpter pertanyent a la família dels pèrlids.

## Distribució geogràfica
Es troba a la Xina: Sichuan.